# Évaporite

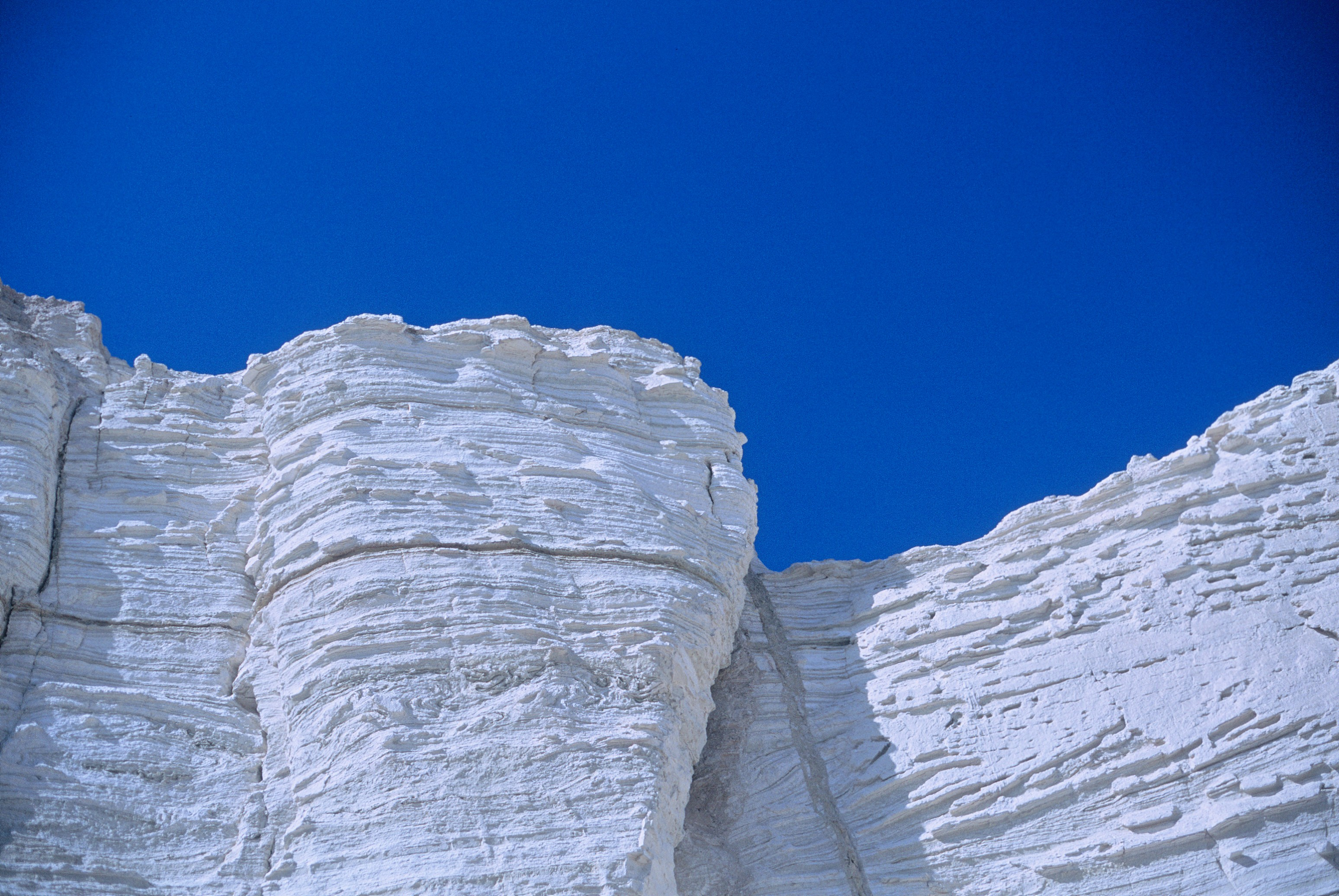
Falaise saline au mont Sodom, près de la mer Morte.

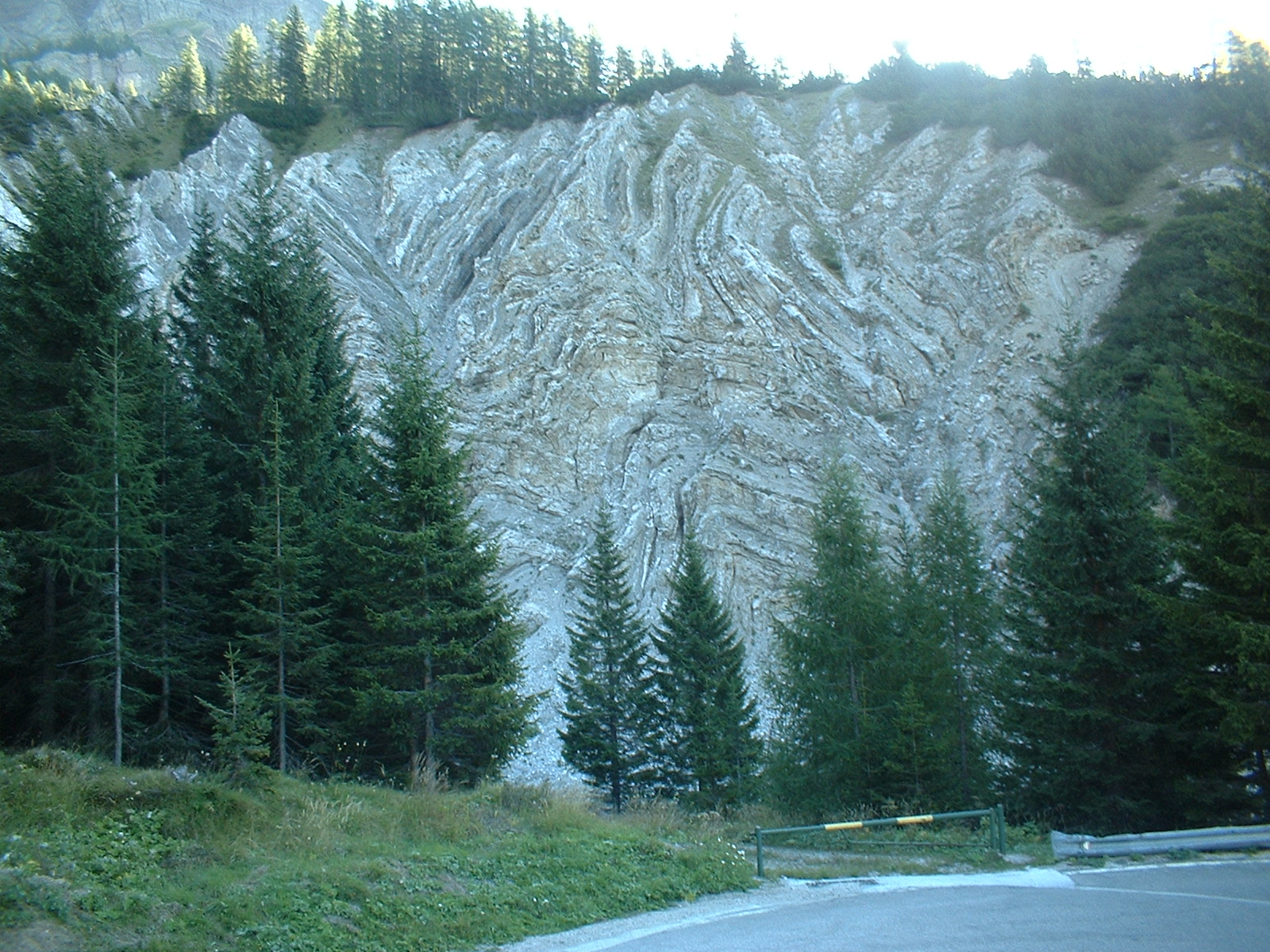
Couches d'évaporites déformées près du Passo Rolle dans les Alpes italiennes.

Les évaporites ou roches évaporites, encore nommées roches évaporitiques, roches salines ou encore roches chimiques salines, sont des roches d'origine chimique issues du dépôt salin qui se forment par précipitation de minéraux solubles dans l'eau salée ou saumâtre, généralement dans des environnements fermés tels que les mers intérieures, le domaine lagunaire ou littoral (processus d'évaporation d'eau de mer), les lacs salés (évaporation des eaux continentales), les dépressions salées (évaporation des eaux de pluie saisonnières concentrées dans des chotts, des playas…). Autrement dit la matière saline qui constitue ce type particulier de roche sédimentaire était préalablement dissoute dans différents milieux aqueux, mais elle a précipité, en conséquence d'une surconcentration interne ou sursaturation des diverses solutions salines. Ces formations salines en séquences déterminées, dénommées séries évaporitiques, ont été ensuite lentement asséchées, comprimées, compactées au cours de processus complexes, en particulier lors de la diagenèse ou ses prémices. Elles se retrouvent souvent dans des alternances d'argiles souvent bariolées ou gypsifère, ou en présence de dolomies et calcaires dolomitiques.

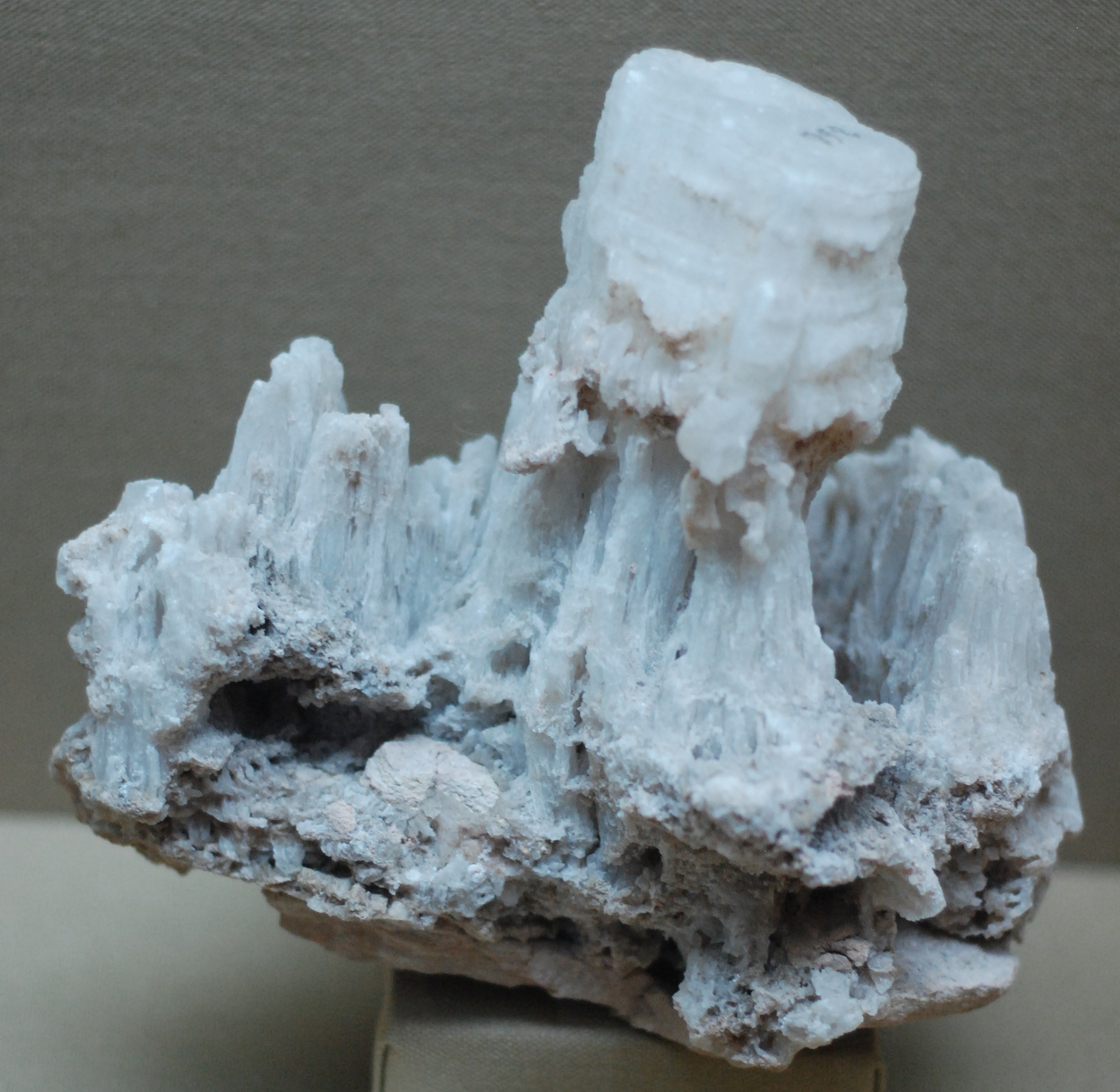
Une roche détritique évaporite.

## Définition
Ce terme général dénomme concrètement des dépôts rocheux salins riches en chlorures et sulfates alcalins et alcalino-terreux, soit les cations sodium, potassium, magnésium, calcium, strontium. Il s'agit toutefois d'un terme imprécis, consacré par l'usage, et couvrant une gamme de roches sédimentaires dites salines, à grain fin ou grossier, à texture cristalline souvent litée continûment, en masse lenticulaire ou en incrustation, parfois fibreuse ou en masse granulaire, affichant des couleurs variées blanches souvent pâles et terreuses, grises à rouges. Des amas de cristaux isolés se retrouvent fréquemment aussi au sein d'argiles, de sables argileux (anciennes vases) et de dolomies. Ces minéraux et roches formés ou retransformés à divers âges géologiques proviennent ainsi de milieux variés, bordures ou vastes plages ou playas marines, mers endoréiques ou momentanément fermées, lagunes à entrées sporadiques et subissant des périodes d'évaporation, zones lacustres à eaux saumâtres ou lacs salés en zones désertiques et arides, lagunes… Dans un certain nombre de cas, les strates sédimentaires proches ou contenant des évaporites attestent l'existence d'épisodes d'alternance ou de régression marines, ainsi les calcaires marins francs…

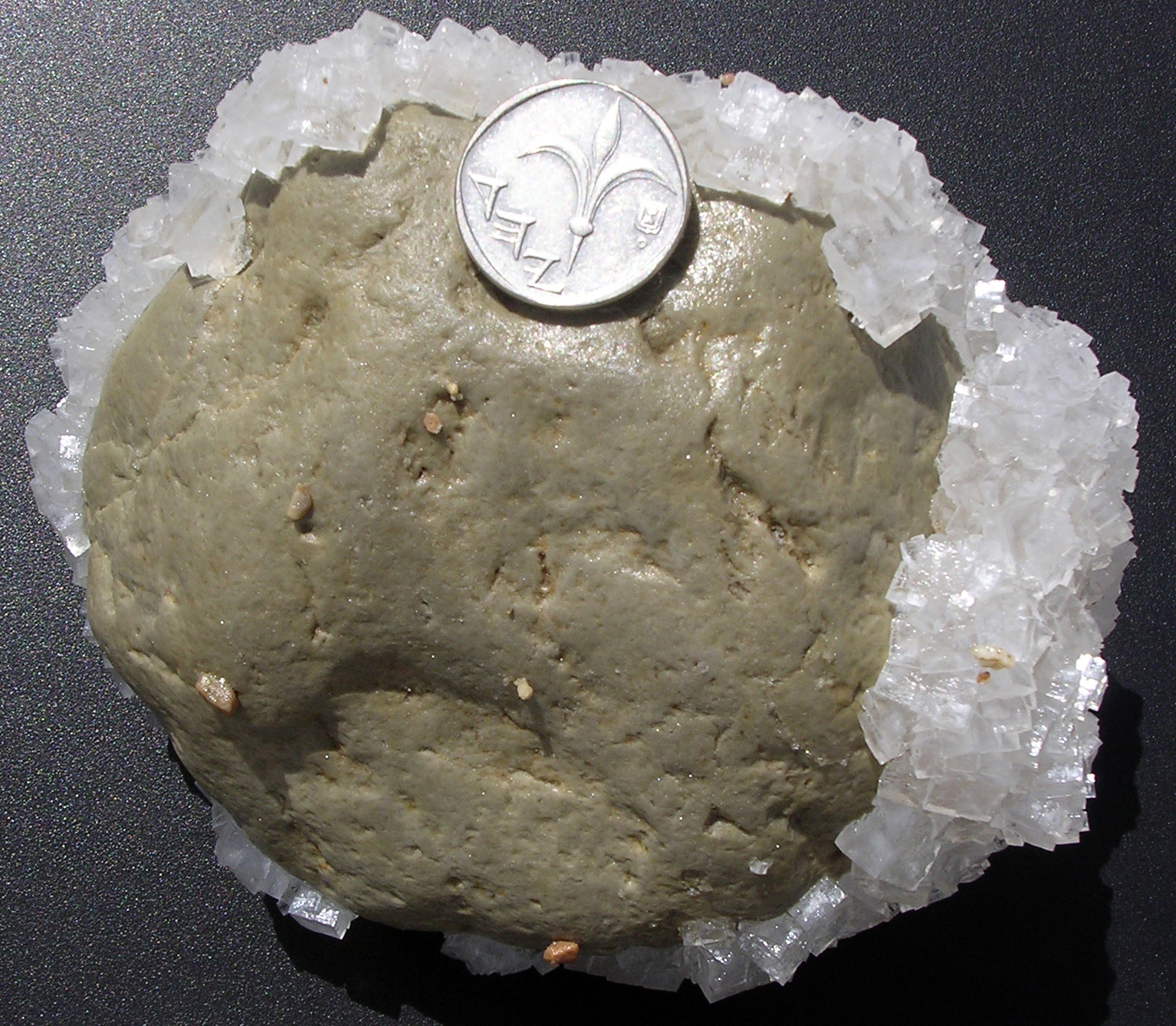
Pavé incrusté de halite, mer Morte.

Ce terme regroupe essentiellement les roches à base de sel gemme ou halite, le gypse et l'anhydrite et autres roches sulfatées, par exemple la thénardite, la célestine, la kaïnite, mais aussi les sels de potasse, voire les natrons, incluant parmi d'autres minéraux le natron et le trona, les borates comme la colémanite ou le borax, les vanadates et chromates, certaines roches retransformées après solubilisation ou apparaissant par minéralisation secondaire au cours de la diagenèse auxquelles il est possible d'associer les dolomies et les argiles néoformées. Notons que le gypse, souvent en couches tendres de dizaines de mètres, et l'anhydrite, en masse compacte non rayable, sont les plus répandus, alors que le sel gemme ou halite, matière saline fossilisée la plus connue en bloc translucide, est moins abondante, contrairement à la croyance commune.
Peut-on revenir à une définition première de roches composés de minéraux qui précipitent, à partir d'eaux naturelles, concentrées par évaporation, puis classifier en évaporites marines, d'eaux saumâtres ou de milieux désertiques ? Une approche géologique cohérente suggère de considérer en premier lieu quelques minéraux réellement abondants et d'étudier leurs gisements, puis dans un second temps, de prendre en compte les structures complexes observables dans ces roches minérales, où la diagenèse a permis des modifications physico-chimiques singulières, des apports ou des retraits d'eau ou de corps chimiques divers, des remplacements complets de corps minéraux ou d'ions par d'autres…

## Une présence remarquée

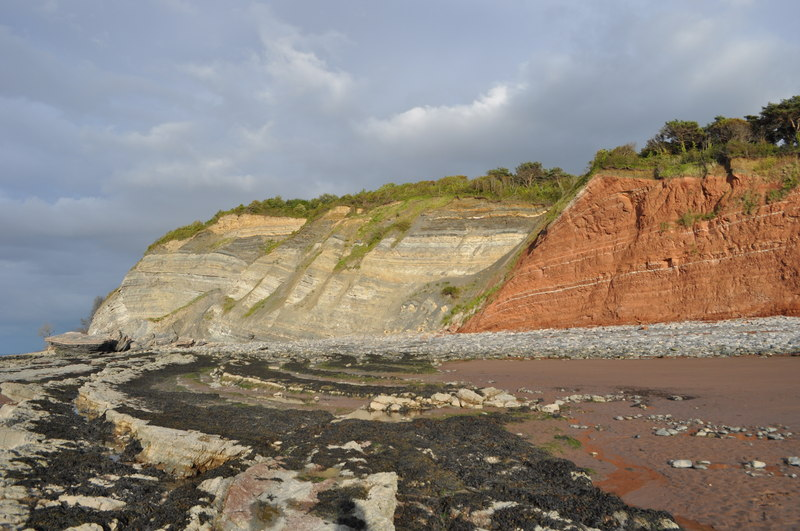
Une faille majeure britannique entre Trias rouge argileux et Rhétien-Jurassique marneux. En arrière-plan, ces derniers terrains en partie gypseux.

La majeure partie des couches de roches évaporites, soumises à des pressions suffisamment importantes, présentent un comportement plastique singulier. Elles expliquent, aux géologues, les couches savons, les diapirs et les dômes de sel, générant un domaine d'étude sur l'halocinèse.
Les semelles glissantes de gypse sous pression favorisant chevauchements de couches et charriages de masses colossales, les couches de sel ou de potasse à l'origine de lents déplacements et de décollements sont souvent des facteurs notables d'instabilité géologique, provoquant ou aggravant les phénomènes tectoniques sous les anciennes régions salines. Parfois, ces roches salines à faible densité fluent par gravité ou par compression latérale vers la surface, formant des dômes, des plis, des diapirs, des percements…
Ces roches présentent un intérêt économique important : halite ou sel gemme, source de NaCl, gypse ou anhydrites à l'origine de l'industrie plâtrière.

## Formations secondaires et primaires des évaporites
Les évaporites se forment par précipitation d'ions en solution, dans un milieu aqueux sursaturé (saumure) soumis en principe à diverses variations thermiques, provoquant par exemple une évaporation plus ou moins intense, voire une cryogénisation ou une ventilation importante à effet desséchant drastique. Une baisse de température provoque des phénomènes de sursaturation, et l'apparition de phases non miscibles, qui expliquent en partie les dépôts massifs principalement en hiver ou saison froide. Le départ de l'eau n'est pas uniquement provoqué par une évaporation en phase aérienne, limitée à des surfaces réduites drastiquement par effet de croûte, mais par l'écoulement ou l'évacuation de l'eau au sein même de la formation rocheuse. Les effets de filtres parfois spongieux, par exemple des vases sous-marines, ou de succion lente s'avèrent efficaces, renforcés par des gradients de pression.
Les alternances drastiques diurnes de température provoquent aussi des phénomènes complexes, loin d'être compris. Les variations saisonnières de dépôts surprennent aussi. Dans les années 1970, le golfe Kara-Bogaz a été étudié à l'est de la mer Caspienne, une mer intérieure alors faiblement saline (1,3 % en masse de NaCl) grâce à l'apport volumineux de la Volga. Dans cette vaste lagune capable en théorie de produire 350 000 tonnes de sel, l'essentiel des dépôts à base de minéraux sulfates, notamment de mirabilite Na2SO4·10H2O, ne sont observables qu'en hiver.
Diverses conditions restent nécessaires à la formation de gisements évaporitiques :
- Le milieu doit être aride, mais pas nécessairement chaud. Ainsi par exemple les ceintures tropicales et équatoriales, les zones arides à climat désertique très froid. Il faut que les apports d'eau continus ou discontinus soient inférieurs à l'évaporation.
- Le système doit être plus ou moins isolé, de telle façon à minimiser les apports d'eau, qu'ils soient météoriques ou marins. Un tel isolement est possible par une barrière tectonique, volcanique ou sédimentaire. Un apport d'eau est cependant indispensable, car le système a besoin d'un apport d'ions constant.

Les zones favorables étaient ou sont en général les zones intérieures à des vastes continents, les rifts continentaux tel les zones du Grand rift africain prolongée au-delà de la mer Morte, les zones de bassins intracratoniques, les lacs, les zones de collision, les bassins fermés où stagnent un certain temps les eaux, les lagunes…
Parfois, des dépôts gigantesques portés en altitude (plateaux ou monts) sont repris par l'érosion et transportés avec d'autres sédiments. Ils peuvent reformer à des centaines, voire des milliers de kilomètres, des dépôts d'évaporites spécifiques, ainsi les gypse et anhydrite du Keuper germanique ou lorrain sont les sources lointaines des dépôts de gypse du Ludien dans le bassin parisien au tertiaire.
Il existe aussi des roches évaporites isolées. Les remontées d'eaux séléniteuses, c'est-à-dire chargées de sulfate de calcium, provoquent en surface des régions arides l'apparition de gypse. Si la contrée est sableuse, le gypse naissant au-dessus des nappes phréatiques temporaires peut capturer du sable pendant sa croissance et former des roses des sables. Les formations évaporitiques, friables en surface, peuvent aussi se fracturer en sables emportés au loin par les vents et formant à terme des dépôts éoliens. Si les formations sont finement efflorescentes, elles sont susceptibles d'être emportées facilement en poussières, générant par l'air en mouvement des tourbillons ou vents blanchâtres, et à terme au loin d'autres dépôts en couches.

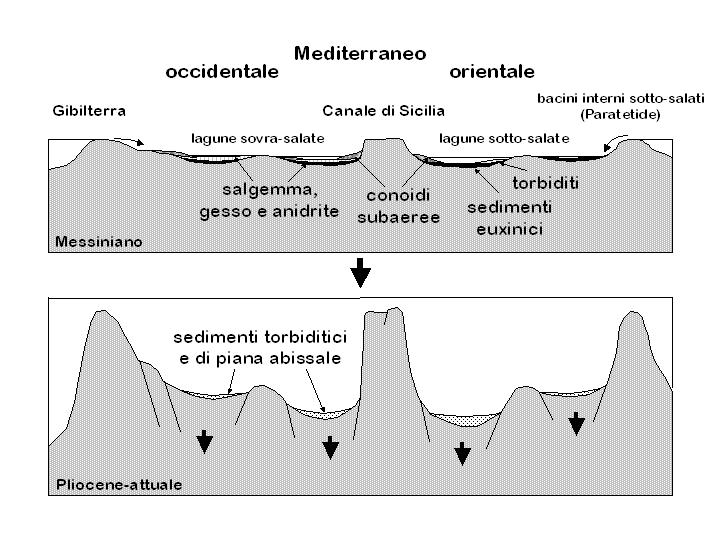
Bassin évaporitique méditerranéen au Messinien.

Les roches évaporitiques se sont formées depuis l'âge du Précambrien. En France ou en Europe occidentale, elles marquent de leurs empreintes le Trias supérieur, notamment le Keuper germanique ou lorrain, le Tertiaire du bassin parisien, en particulier sa partie récente avec le Ludien (gypse de Montmartre), l'Oligocène du Fossé rhénan avec la sylvinite du bassin potassique. Ces formations évaporites  marquent aussi le Miocène du bassin de la mer Méditerranée et ses pourtours asséchés, à l'époque du Messinien.
La formation primaire des minéraux typiques d'évaporites relève évidemment de divers milieux volcaniques ou plutoniques. Présents dans certaines laves ou entrant dans la composition de diverses roches en profondeur, ils sont le plus souvent associés spécifiquement à certains filons hydrothermaux et émanations de points chauds, accédant à la surface terrestre par exemple dans les fumerolles ou les soffioni, les solfatares et les sources thermales… Mais rappelons-le, la caractéristique essentielle des évaporites, ainsi que leur dénomination le rappelle, est liée à leur vaste dépôt ou couche de formations secondaires.

## Environnements évaporitiques

### Environnements continentaux
Ils consistent en des lacs en région aride ou semi-arides, des lacs temporaires (sebkha) ou des bassins partiellement ou totalement confinés (mer Morte, grand lac salé, mer Caspienne, mer d'Aral, Chott el-Jérid en Tunisie)
Les minéraux se déposent de manière concentrique, avec les plus solubles au centre.
Les apports d'eau se font par précipitations atmosphériques et eaux souterraines.
Les fluctuations du climat influent à long terme sur la précipitation des minéraux.

### Environnements marins subaériens
Il s'agit de milieux à proximité de la mer, étant situés entre les niveaux de marée basse et les niveaux inondés lors de tempêtes fortes.
Les sebkhas, plaines côtières partiellement inondées, sont des lieux privilégiés de formation. Elles subissent des inondations ponctuelles permettant le renouvellement des ions, ainsi que l'apport d'eaux de pluie, de rosée.
Les dépôts se font à l'intérieur du sable et de la boue, dans des marais peu profonds ou desséchés. Les minéraux formés sont mêlés à d'autres éléments terrigènes détritiques du continent, ainsi qu'à des sables.

### Environnements de bassin peu profond
Ce sont des bassins de taille et de profondeur variables, par exemple les lagunes, ou des bassins de rift soit fermés (bassin à structure en œil), ou à moitié isolés (bassin à seuil).

### Environnements de bassin profond
On les trouve dans les zones à forte subsidence. Les dépôts se font en lamines, alternant avec de la matière organique, des carbonates…

## Minéraux des évaporites

### Minéraux primaires
On entend par minéraux évaporitiques primaires les minéraux formés directement par précipitation d'ions de la saumure après évaporation, non remaniés. Ils se forment en milieu marin ou continental, et précipitent directement à partir d'eaux libres ou par hydrothermalisme.
Les minéraux formés par ordre de fréquence sont :
- Le sulfate de calcium : gypse (sulfate de calcium dihydraté)[8]
- Les chlorures : halite NaCl, puis sylvinite une solution solide de NaCl et KCl, puis sylvine KCl et carnallite KCl.MgCl2.6H2O, les trois derniers composants qualifiés de potasse[9]
- Les chromates
- Les vanadates

Lors de l'évaporation, les matériaux formés se déposent selon l'ordre de précipitation des sels constituant une séquence évaporitique.
| Sels              | Formule chimique | % d'évaporation d'eau de mer |
| ----------------- | ---------------- | ---------------------------- |
| Calcite           | CaCO3            | 50 %                         |
| Dolomite          | CaMg(CO3)2       |                              |
| Gypse             | CaSO4            | 80 %                         |
| Halite            | NaCl             | 90 %                         |
| Sels de magnésium | MgSO4            |                              |
| Sel de potassium  | KCl              | 95 %                         |

Les travaux d'Usiglio et van 't Hoff ont permis de corréler la formation primitive d'évaporites marines par précipitations des sels dissous et la densité des saumures. il s'agit d'une modélisation simpliste, mais utile aux sauniers qui la maîtrisaient déjà dans ses conséquences pratiques.
L'eau de mer de densité moyenne 1,03 est stable malgré sa salinité. À partir d'une densité supérieure à 1,5, la précipitation de carbonates de calcium se produit. De même, la précipitation de divers oxydes commence. Une saumure de densité 1,13 relargue le sulfate de calcium hydraté ou gypse, et ce n'est seulement qu'à partir de la densité 1,22, que le chlorure de sodium ou sel marin précipite naturellement. Les saumures tendent ensuite à abandonner des sels déliquescents, à base de chlorure de magnésium et de potassium, et de sulfate de magnésium, qu'à partir de la valeur 1,25.

### Minéraux secondaires
On entend par minéraux évaporitiques secondaires les évaporites remaniées par diagenèse, précoce ou tardive.
Les transformations diagénétiques les plus courantes sont :
- Transformation du gypse en anhydrite : par apport de chaleur, et perte de l'eau dans le gypse. On observe une déshydratation totale à 90 °C.
- Transformation de l'anhydrite en gypse : réaction inverse de la précédente, par hydratation
- Transformation des carbonates en sulfates
- Transformation des sulfates en carbonates
- Transformation des sulfates en silice

On observe aussi des transformations métamorphiques.

## En réalité, le plus souvent des roches évaporitiques
Il faut prendre en compte que la séquence évaporitique de base présentée ci-dessus est une modélisation théorique ou discriminante. Cette séquence est souvent associée à des successions de dépôts détritiques divers, éventuellement remaniés par les agents d'érosion, et d'argiles, parfois transformés en schistes lors de la diagenèse. C'est pourquoi il est préférable de parler globalement de roches, même s'il est possible, en maints endroits, de trouver des amas granuleux, des roches litées ou fibreuses, composées de minéraux quasi pures.
Les minéraux précipités en masse peuvent ainsi former en pratique des roches : gypse ou gypsite, anhydrite, sel gemme… Les évaporites peuvent aussi être sédimentées en tant que roches détritiques après érosion et transport.